# إرنست ماركس
إرنست ماركس (بالإنجليزية: Ernest Marks) هو شخصية أعمال أسترالي، ولد في 7 يوليو 1872، وتوفي في 2 ديسمبر 1947.